# Chiesa dell'Immacolata Concezione (Prato)
La chiesa dell'Immacolata Concezione si trova in via Sette marzo a Galcetello (Prato).

## Storia e descrizione
La chiesa è situata in via 7 Marzo, nella zona nord della città di Prato, ai piedi del Monteferrato. La prima pietra della chiesa è stata posata nel 1992, la consacrazione è del 1996. La semplice struttura a pianta decagonale è stata realizzata progetto degli architetti pratesi Stefano Benedetti, Mario Gestri, Alessandro Goti. 'interno è caratterizzato da un'unitaria sistemazione degli spazi liturgici curata da Salvatore Cipolla (notevoli il crocifisso, in gres, e la Madonna, in legno e cristallo).

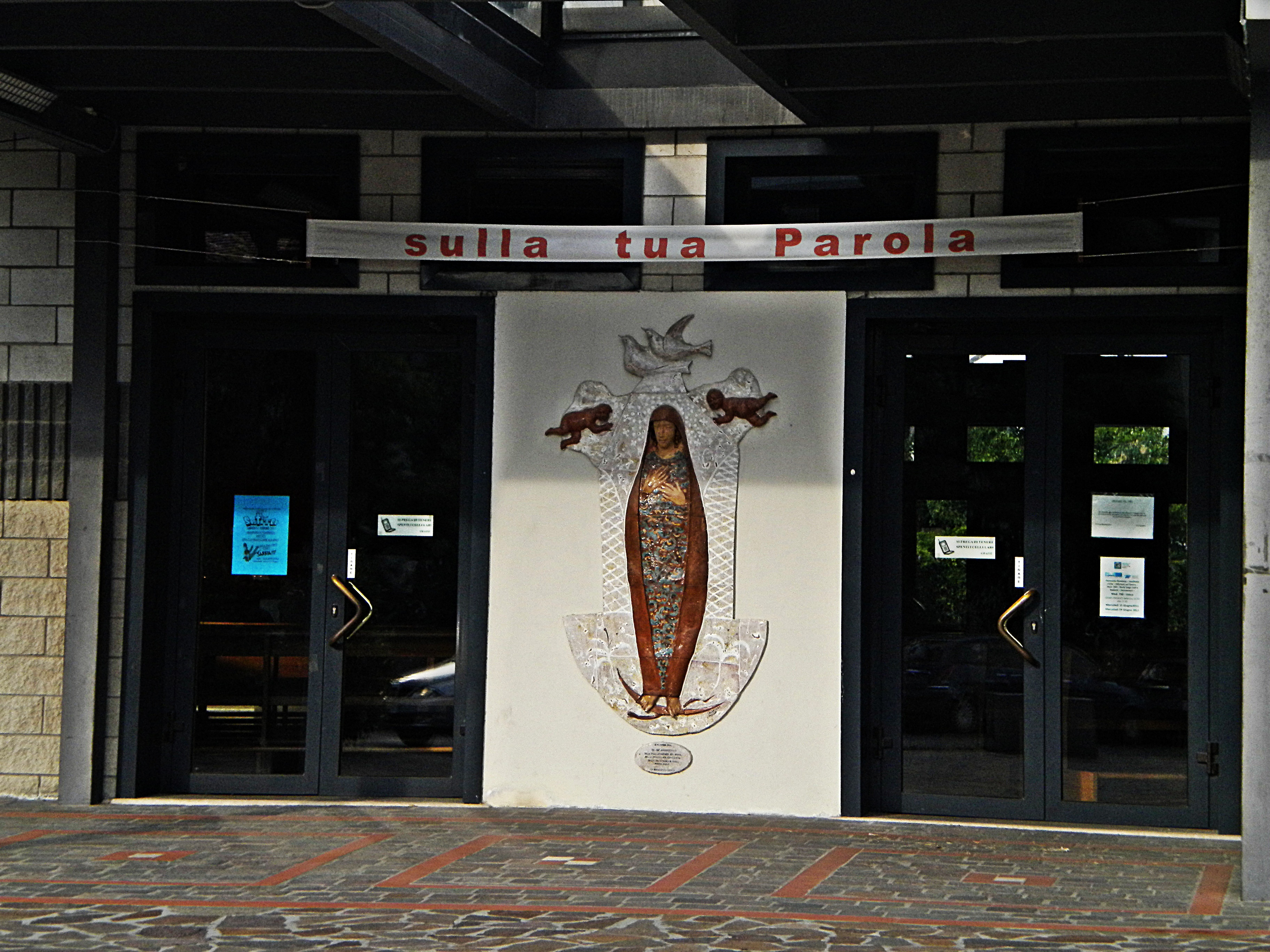
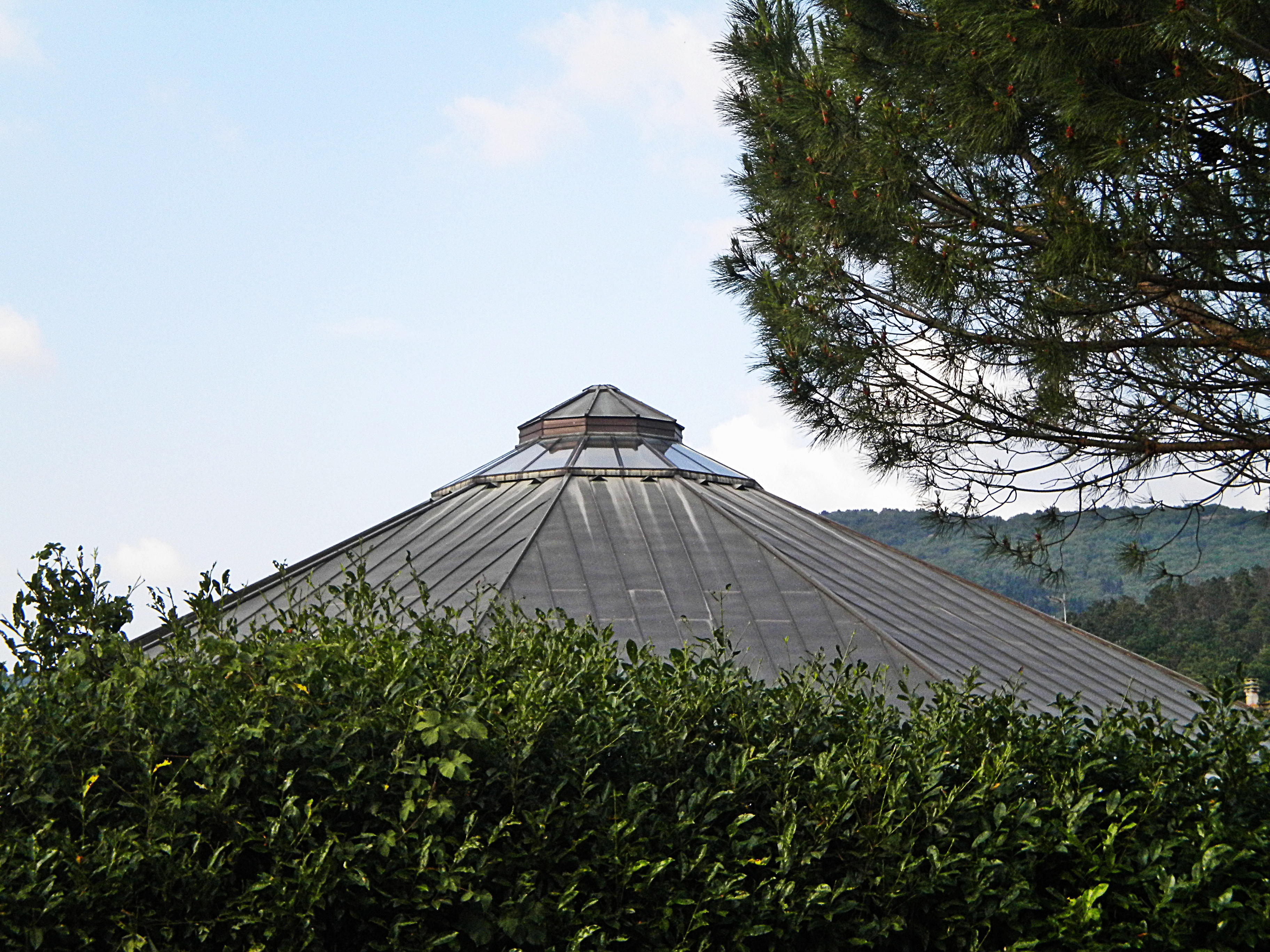
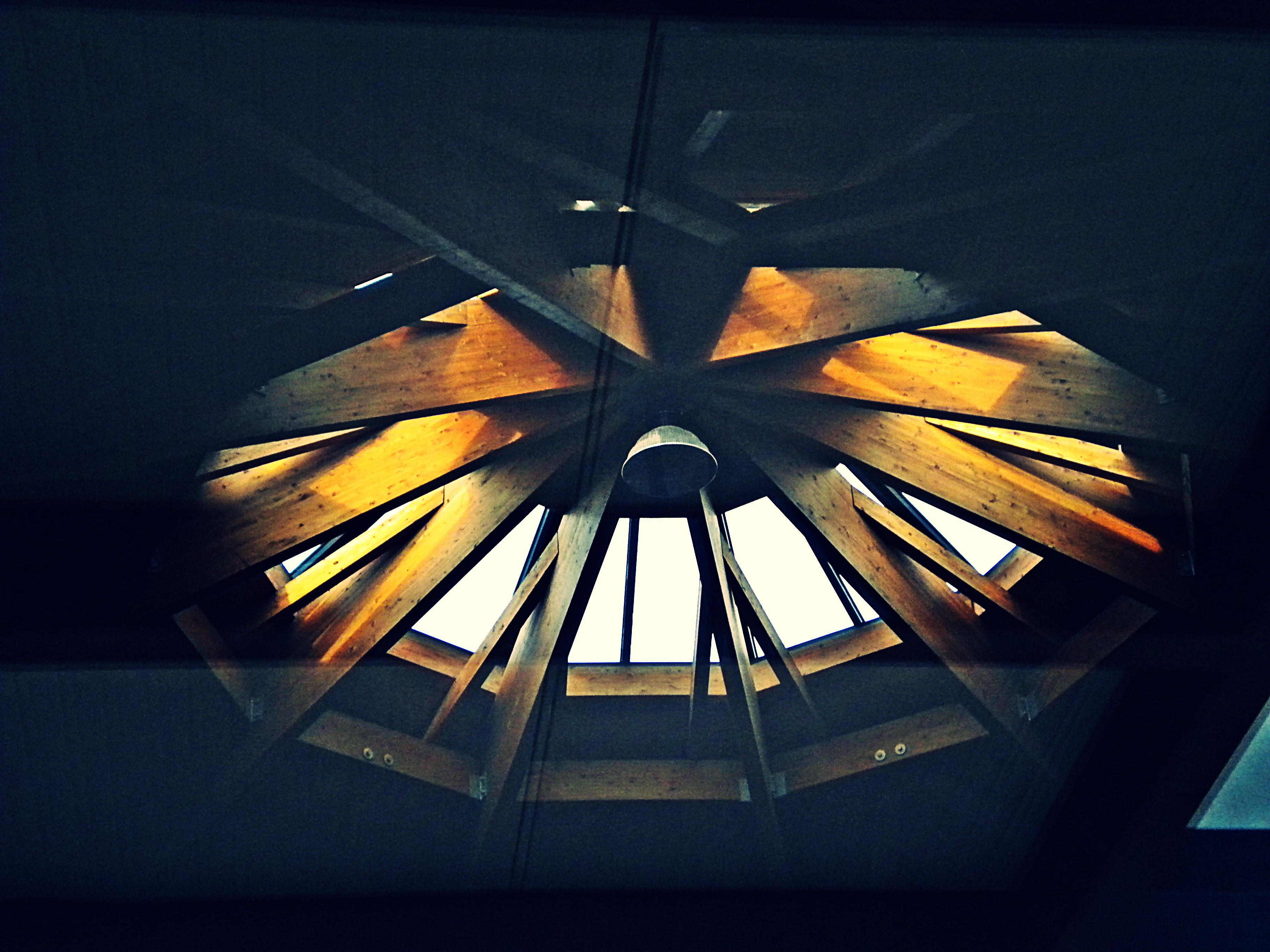
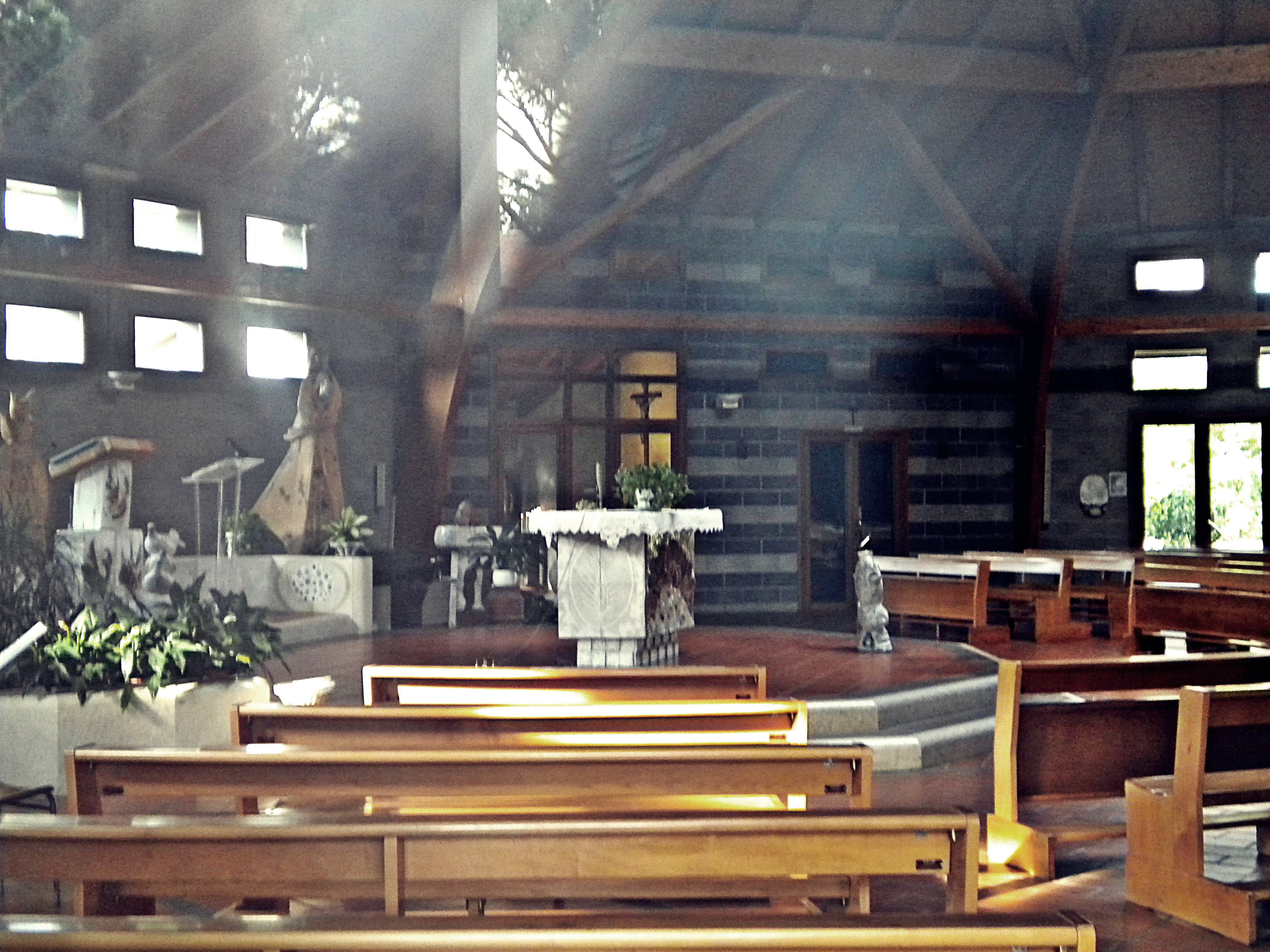